# Maria Lucia Heiberg Rosenberg
Maria Lucia Heiberg Rosenberg es una cantante y actriz danesa. Se hizo famosa cuando ganó un contrato discográfico con el sello EMI en el programa de televisión Popstars en 2009. Su primer sencillo Taking Back My Heart fue el número 1 en Hitlisten. El álbum That's Just Me vendió 220.000 copias.También es conocida por ser la voz de la Reina Elsa de Frozen: Una Aventura Congelada en el doblaje danés del filme.

## Biografía
Canta desde los 8 años. Su padre fue Per Rosenberg (f. en 2009), maestro de escuela primaria. Su madre es Karin Heiberg Christensen, editora de cine. Tiene en una hermana.
Su abuelo materno danés, Poul Heiberg Christensen (1918-2010) fue director de SAS, cónsul de Dinamarca en Múnich y oponente. Fue nombrado Caballero de la Orden de Dannebrog. Su abuela materna, Lucya, era polaca.
Cantó algún tiempo en la banda "Rosenberg", cuya fuerza impulsora es su padre.
El hogar familiar donde se crio está situado en Risskov.
Rosenberg hizo una carrera como cantante musical con piezas teatrales en Skønheden og udyret (La Bella y la Bestia en español) en el Det Ny Teater, Aladdin en el Fredericia Teater (más tarde en el Copenhague Opera House) y West Side Story en Gasværket. El 8 de mayo de 2011 fue galardonada con el premio danés Reumertprisen como cantante del año por su papel en Wicked.
Participó en el programa de televisión Vild Med Dans en 2013 y bailó con Morten Kjeldgaard. En 2013, dobló al personaje de Elsa de la película Frozen, interpretando la versión danesa de la canción "Let it go" ("Lad det ske"), que ganó un Óscar el 2 de marzo de 2014. La versión danesa de Let it go, fue también una de las que tuvo mayor aceptación por parte del público en internet. Rosenberg fue elegida, en parte también, por su papel de Elphaba en Wicked, debido a que la actriz de voz original de Elsa es Idina Menzel, quien también interpretó a la Elphaba original. En el doblaje de otros idiomas de la película, las actrices de doblaje también han interpretado a Elphaba alguna vez, como Willemijn Verkaik  (doblaje neerlandés), Hye Na Park (doblaje coreano) y Mona Mor (doblaje hebreo). Entre 2011 y 2014, DR (Dinamarca) realizó una serie de conciertos en diferentes lugares de Dinamarca, donde las canciones famosas de los clásicos de Disney fueron interpretadas por artistas como Stig Rossen, Annette Heick, Henrik Launbjerg, Monique, Jesper Asholt, Thomas Meilstrup y Pelle Emil Hebsgaard.
Su pareja es el cantante y productor sueco Albin Fredy Ljungqvist) desde 2017. Viven en Vesterbro. El primer hijo de la pareja, Per Albin Fredy,  nació el 27 de junio de 2020, en el Hospital del Reino, en Copenhague.
El 9 de febrero de 2020, Maria Lucia (estando embarazada de un niño y siendo su cumpleaños) y otras nueve mujeres se unieron a Idina Menzel y Aurora en el escenario durante la 92.ª edición de los Premios de la Academia, donde juntas interpretaron "Into the Unknown" en nueve idiomas diferentes: Maria Lucia Heiberg Rosenberg en danés, Willemijn Verkaik en alemán, Takako Matsu en japonés, Carmen Sarahí en español latinoamericano, Lisa Stokke en noruego, Kasia Łaska en polaco, Anna Buturlina en ruso, Gisela en español europeo y Gam Wichayanee en tailandés.

## Teatro
| Año       | Título                              | Personaje    |
| --------- | ----------------------------------- | ------------ |
| 2005      | La Bella y la Bestia                | Bella        |
| 2006      | West Side Story                     | Maria        |
| 2007      | Sobre la luz                        | Marie Krøyer |
| 2008      | La pandilla de Olsen y la joya rusa | Anastasia    |
| 2008      | La fiesta salvaje                   | Kate         |
| 2009      | Ámame esta noche                    | Iben         |
| 2009      | Los Miserables                      | Eponine      |
| 2011      | Wicked                              | Elphaba      |
| 2011      | Una Eva y dos Adanes                | Sugar Kane   |
| 2012      | Ajedrez                             | Florence     |
| 2012      | Ámame esta noche                    | Iben         |
| 2012–2013 | Aladdín                             | Jasmín       |
| 2013      | Shrek                               | Fiona        |
| 2014      | La Bella y la Bestia                | Bella        |
| 2015      | Sonrisas y Lágrimas                 | Maria        |
| 2017      | Chicago                             | Roxie Hart   |
| 2017      | Annie Get Your Gun                  | Annie        |
| 2021      | Waitress                            | Jenna        |

## Cine
| Año  | Título                       | Rol    | Nota            |
| ---- | ---------------------------- | ------ | --------------- |
| 2013 | Frozen                       | Elsa   | Doblaje danés   |
| 2015 | Frozen Fever                 | Elsa   | Doblaje danés   |
| 2016 | Conseguir a Santa            | Såfina | Película danesa |
| 2017 | Frozen: Una Aventura de Olaf | Elsa   | Doblaje danés   |
| 2018 | Ralph Rompe Internet         | Elsa   | Doblaje danés   |
| 2019 | Frozen 2                     | Elsa   | Doblaje danés   |

## Premios
- Premio Reumert (2011).
- Copa de Teatro (2015).[16]